# Соя (ледокол)
Соя (яп. 宗谷 со:я) — японский ледокол, в настоящее время служащий кораблём-музеем в Токио, у острова Одайба. Назван в честь одноимённой субпрефектуры на острове Хоккайдо. За свою долгую службу участвовал во многих исторических событиях.

## Постройка
Судно было заложено как Волочаевец по заказу Советского Союза , в 1936 году, на верфях Мацуо острова Кояги, Япония, в качестве платы за постройку Японией Южно-Маньчжурской железной дороги. Ещё два корабля было заказано в то же время, Большевик и Комсомолец. Все три корабля были построены, но из-за ухудшения советско-японских отношений, корабли так и не были переданы заказчику. Волочаевец был спущен на воду в феврале 1938 года, и переоборудован в грузовой ледокол для фирмы Тацунан Кисэн под именем Тирё Мару. Большевик и Комсомолец были переименованы в Минрё Мару и Тэнрё Мару соответственно.

## Участие во Второй мировой войне
В ноябре 1939 года судно было реквизировано Японской империей. В 1940 году оно было переименовано в Сою, название, которое до этого носил русский крейсер Варяг, захваченный у России во время русско-японской войны, и которое Япония вернула России в 1916 году. Соя служил разведывательным судном, а также перевозил боеприпасы. Судно пережило войну практически без потерь. Так, в 1943 году американская подводная лодка SS-213 выпустила по Сое несколько торпед, однако они не взорвались, и экипаж поместил одну из торпед на палубе, чтобы отпразновать это событие. Также в 1944 году корабль был атакован авиацией американского флота Fast Carrier Task Force, при этом погибло 10 членов экипажа.

## Исследования Антарктики

Путешествие Сои в Антакртику

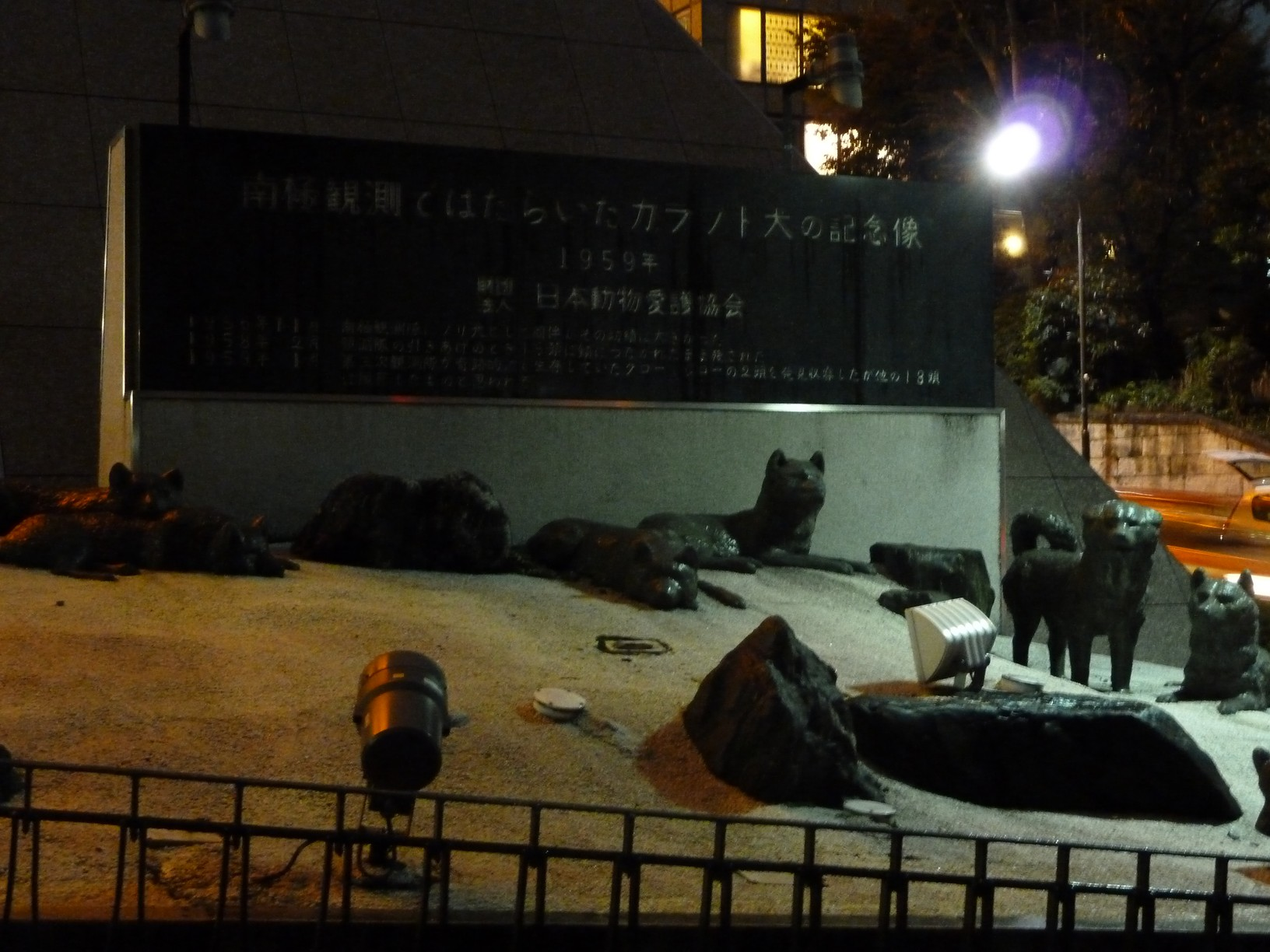
Монумент погибшим собакам в Токио

В 1950 году судно было дополнительно оборудовано для роли первого японского судна для исследований Антарктики. В 1956 году паровой двигатель был заменён на двойной дизельный двигатель, и установлена вертолётная площадка для лёгких вертолётов. В 1958 году была добавлена ещё одна вертолётная площадка для больших вертолётов, которая так же могла служить хранилищем для грузов. Его второе плавание попало в мировые новости, когда оно спасло персонал с исследовательской станции Сёва. При этом не удалось вывезти 15 собак породы сахалинский хаски. Когда судно вернулось через год, две собаки всё ещё были живы. По этим событиям был снят фильм Нанкёку моногатари, дословно История на Южном Полюсе, шедшая в США под названием Антарктика. Также этим событиям посвящено несколько монументов в Японии, в том числе один около Токийской телебашни. Соя и сам столкнулся с трудностями, когда застрял во льдах, и запросил помощи у находящегося неподалёку советского ледокола Обь.

## Корабль-музей
Соя был списан в 1978 году. Его последним плаванием был прощальный тур по портам службы, включая порт Хакодате. Существуют фотографии из этого времени, где люди прощаются с отплывающим кораблём. В 1979 году корабль был пришвартован у музея морской науки в Токио, и остается открытым для публики как корабль-музей. Корабль остался практически в оригинальном состоянии. Винты были сняты, но интерьер практически не тронут со времен экспедиций в Антарктику.